# Tippeligaen (2010)/Strzelcy
W sezonie 2010 norweskiej Tippeligaen padło 731 bramek, w tym 21 samobójczych, co przy 240 spotkaniach daje średnią 3,05 bramki na mecz.
Królem strzelców z 16 trafieniami został grający w Molde FK, wypożyczony z Lokomotiwu Moskwa, Senegalczyk Baye Djiby Fall.
W trakcie sezonu na najlepszej drodze do zdobycia tego tytułu był zawodnik Vålerenga Fotball Mohammed Abdellaoue, lecz 17 sierpnia podpisał kontrakt z niemieckim Hannoverem 96 i jego dorobek strzelecki zatrzymał się na 15 bramkach.
Oto pełna lista strzelców bramek w sezonie 2010:
16 bramek:
- Baye Djiby Fall (Molde FK)

15 bramek:
- Mohammed Abdellaoue (Vålerenga Fotball) – do 17 sierpnia 2010

14 bramek:
- Steffen Iversen (Rosenborg BK)
- Petter Vaagan Moen (SK Brann)
- Anthony Ujah (Lillestrøm SK)

13 bramek:
- Rade Prica (Rosenborg BK)

12 bramek:
- Tor Hogne Aarøy (Aalesunds FK)
- Ole Martin Årst (IK Start)
- Nikola Djurdjic (FK Haugesund)
- Luton Shelton (Vålerenga Fotball)

11 bramek:
- Thomas Sørum (FK Haugesund)

10 bramek:
- Veigar Páll Gunnarsson (Stabæk)
- Erik Huseklepp (SK Brann)

9 bramek:
- Chukwuma Akabueze (Odds BK)
- Espen Børufsen (IK Start)
- Diego Guastavino (SK Brann)
- Magne Hoseth (Molde FK)
- Alexander Mathisen (Aalesunds FK)

8 bramek:
- Birkir Bjarnason (Viking FK)
- Torgeir Børven (Odds BK)
- Patrik Ingelsten (Viking FK)
- / George Mourad (Tromsø IL)
- Sigurd Rushfeldt (Tromsø IL)

7 bramek:
- Johan Andersson (Stabæk)
- Adem Güven (Kongsvinger IL)
- Markus Henriksen (Rosenborg BK)
- Espen Hoff (Stabæk/IK Start)
- Ola Kamara (Strømsgodset IF)
- Frode Kippe (Lillestrøm SK)
- Christer Kleiven (IK Start)
- Marcus Pedersen (Strømsgodset IF)
- Arild Sundgot (Lillestrøm SK)
- Bengt Sæternes (Vålerenga Fotball)

6 bramek:
- Tor Arne Andreassen (FK Haugesund)
- Davy Claude Angan (Hønefoss BK)
- Jo Inge Berget (Strømsgodset IF)
- Morten Berre (Vålerenga Fotball)
- Christian Bolaños (IK Start)
- Simen Brenne (Odds BK)
- Morten Fevang (Odds BK)
- Olav Tuelo Johannesen (Kongsvinger IL)
- Péter Kovács (Odds BK)
- Erik Nevland (Viking FK)
- Øyvind Storflor (Strømsgodset IF)

5 bramek:
- Mostafa Abdellaoue (Vålerenga Fotball)
- Eirik Bakke (SK Brann)
- André Danielsen (Viking FK)
- Martin Fillo (Viking FK)
- Malick Mane (Sandefjord)
- Daniel Nannskog (Stabæk)
- Kayke Rodrigues (Tromsø IL)
- Harmeet Singh (Vålerenga Fotball)
- Mads Stokkelien (IK Start)
- Jacob Sørensen (FK Haugesund)

4 bramki:
| - / Panajotis Dimitriadis (Sandefjord) - / Mikkel Diskerud (Stabæk) - Mikael Dorsin (Rosenborg BK) - / Tarik Elyounoussi (Lillestrøm SK) - Mohammed Fellah (Vålerenga Fotball) - Remi Johansen (Tromsø IL) - Eirik André Lamøy (Sandefjord) - Mikael Lustig (Rosenborg BK) - Erik Mjelde (SK Brann) |  | - Eirik Mæland (FK Haugesund) - Mame Niang (Kongsvinger IL) - Fredrik Nordkvelle (Strømsgodset IF) - Magnus Sylling Olsen (Aalesunds FK) - Trond Olsen (Rosenborg BK) - Björn Bergmann Sigurdarson (Lillestrøm SK) - Lennart Steffensen (Hønefoss BK) - Jarle Steinsland (FK Haugesund) - Bojan Zajić (Vålerenga Fotball) |

3 bramki:
| - / Mohammed Ahamed (Tromsø IL) - Glenn Andersen (Strømsgodset IF) - Pontus Farnerud (Stabæk) - Clarence Goodson (IK Start) - Pablo Herrera (Aalesunds FK) - Daniel Berg Hestad (Molde FK) - Tommy Høiland (Viking FK) - Muhamed Keita (Strømsgodset IF) |  | - Morten Moldskred (Rosenborg BK) - Mattias Moström (Molde FK) - Khaled Mouelhi (Lillestrøm SK) - Magnus Myklebust (Odds BK) - Vidar Nisja (Viking FK) - Steinar Pedersen (Lillestrøm SK) - Demar Phillips (Aalesunds FK) - Petar Rnkovic (Strømsgodset IF) |  | - Kjell Rune Sellin (Rosenborg BK/Kongsvinger IL) - Diego Pelicles da Silva (Aalesunds FK) - Aksel Berget Skjølsvik (Molde FK) - Roar Strand (Rosenborg BK) - Lars Sætra (Strømsgodset IF) - Jan Tømmernes (Stabæk) - Rolf Daniel Vikstøl (IK Start) |

2 bramki:
| - Daniel Arnefjord (Aalesunds FK) - Umaru Bangura (Hønefoss BK) - Michael Barrantes (Aalesunds FK) - Fredrik Semb Berge (Odds BK) - Rune Ertsås (Sandefjord) - Alexander Gabrielsen (Sandefjord) - Fredrik Gulsvik (Odds BK/Sandefjord) - Steffen Hagen (Odds BK) - Marius Helle (Stabæk) - Thomas Holm (Molde FK) - Kristofer Hæstad (Vålerenga Fotball) - Jon Inge Høiland (Stabæk) |  | - Nosa Igiebor (Lillestrøm SK) - Kenneth Di Vita Jensen (Hønefoss BK) - Jim Johansen (Strømsgodset IF) - Miika Koppinen (Tromsø IL) - Lars Lafton (Hønefoss BK) - Peter Orry Larsen (Aalesunds FK) - Jesper Mathisen (IK Start) - André Muri (Vålerenga Fotball) - Joakim Våge Nilsen (FK Haugesund) - Paul Obiefule (Hønefoss BK) - Kai Risholt (Kongsvinger IL) - Freddy dos Santos (Vålerenga Fotball) |  | - Samir Šarić (Sandefjord) - Indriði Sigurðsson (Viking FK) - Håkon Skogseid (Viking FK) - Jan Gunnar Solli (SK Brann) - Håvard Storbæk (Odds BK) - Birkir Sævarsson (SK Brann) - Makhtar Thioune (Molde FK) - Carl-Erik Torp (Kongsvinger IL) - Are Tronseth (FK Haugesund) - / Lars-Christopher Vilsvik (Strømsgodset IF) - Alexander Ødegaard (Viking FK) |

1 bramka:
| - Yaw Ihle Amankwah (SK Brann) - Johan Arneng (Aalesunds FK) - Krister Aunan (Strømsgodset IF) - Valon Berisha (Viking FK) - Victor Demba Bindia (Sandefjord) - Fredrik Björck (Tromsø IL) - Mathis Bolly (Lillestrøm SK) - Kjetil Byfuglien (Hønefoss BK) - Fredrik Carlsen (Aalesunds FK) - Diogo da Costa Oliveira (Stabæk) - Pape Paté Diouf (Molde FK) - Aleksandr Dmitrijev (Hønefoss BK) - Thomas Drage (Tromsø IL) - Bjarni Ólafur Eiríksson (Stabæk) - / Karim Essediri (Lillestrøm SK) - Edwin Eziyodawe (Lillestrøm SK) - Geir Ludvig Fevang (IK Start) - Trond Fredriksen (Aalesunds FK) - Hunter Freeman (IK Start) - / Edier Frejd (Kongsvinger IL) - Stefán Gíslason (Viking FK) |  | - Jørgen Hammer (Stabæk) - Rune Hansen (Sandefjord) - Helge Haugen (Tromsø IL) - Vegar Eggen Hedenstad (Stabæk) - Kim Holmen (Kongsvinger IL) - Bernt Hulsker (IK Start) - Michael Jamtfall (Rosenborg BK) - Garðar Jóhannsson (Strømsgodset IF) - Tommy Knarvik (Tromsø IL) - Espen Knudsen (IK Start) - Madiou Konate (Hønefoss BK) - / Lars Gerson (Kongsvinger IL) - Frode Lafton (Hønefoss BK) - Birger Madsen (Vålerenga Fotball) - / Tamandani Nsaliwa (Lillestrøm SK) - Trygve Nygaard (FK Haugesund) - Espen Nystuen (Sandefjord) - Olivier Occean (Lillestrøm SK) - / Leo Olsen (Hønefoss BK) - Ohi Anthony Omoijuanfo (Lillestrøm SK) - Solomon Owello (IK Start) |  | - Pálmi Rafn Pálmason (Stabæk) - / John Pelu (FK Haugesund) - Avni Pepa (IK Start) - / Chris Pozniak (FK Haugesund) - Anders Rambekk (Odds BK) - Roger Risholt (Kongsvinger IL) - Glenn Roberts (Aalesunds FK) - Björn Runström (Molde FK) - Ørjan Røyrane (Sandefjord) - / Kamal Saaliti (Hønefoss BK) - Jone Samuelsen (Odds BK) - Alfred Sankoh (Strømsgodset IF) - Per Ciljan Skjelbred (Rosenborg BK) - Christian Steen (Molde FK) - Børre Steenslid (Viking FK) - Stefan Strandberg (Vålerenga Fotball) - Espen Søgård (Lillestrøm SK) - Fredrik Winsnes (Rosenborg BK) - Hans Åge Yndestad (Tromsø IL) - Olav Zanetti (Sandefjord) - Dag Roar Ørsal (FK Haugesund) |

bramki samobójcze:
- Vegard Skjerve (FK Haugesund) – 2: dla Molde FK i Rosenborg BK
- Morten Skjønsberg (Stabæk) – 2: dla Kongsvinger IL i Vålerenga Fotball
- Tor Hogne Aarøy (Aalesunds FK) dla FK Haugesund
- Marcus Andreasson (Molde FK) dla Vålerenga Fotball
- Trond Erik Bertelsen (Viking FK) dla SK Brann
- Bobbie Friberg da Cruz (Kongsvinger IL) dla Tromsø IL
- Lars Kristian Eriksen (Lillestrøm SK) dla Strømsgodset IF
- Morten Fevang (Odds BK) dla Aalesunds FK
- Clarence Goodson (IK Start) dla Viking FK
- Rune Hansen (Sandefjord) dla IK Start
- Bjørnar Holmvik (SK Brann) dla Hønefoss BK
- Thomas Myhre (Kongsvinger IL) dla Vålerenga Fotball
- Espen Nystuen (Sandefjord) dla Hønefoss BK
- Paul Obiefule (Hønefoss BK) dla IK Start
- Håkon Opdal (SK Brann) dla Hønefoss BK
- Joel Riddez (Strømsgodset IF) dla Aalesunds FK
- Kris Stadsgaard (Rosenborg BK) dla Odds BK
- Børre Steenslid (Viking FK) dla Strømsgodset IF
- Stefan Strandberg (Vålerenga Fotball) dla Hønefoss BK